# Araeopteron rubicunditincta
Araeopteron rubicunditincta là một loài bướm đêm trong họ Erebidae.